# Odontodiplosis bulbiformis
Odontodiplosis bulbiformis är en tvåvingeart som beskrevs av Boris Mamaev 1998. Odontodiplosis bulbiformis ingår i släktet Odontodiplosis och familjen gallmyggor.
Artens utbredningsområde är Ukraina. Inga underarter finns listade i Catalogue of Life.